# 2315 Czechoslovakia
2315 Czechoslovakia è un asteroide della fascia principale del diametro medio di circa 23,45 km. Scoperto nel 1980, presenta un'orbita caratterizzata da un semiasse maggiore pari a 3,0111300 au e da un'eccentricità di 0,1076380, inclinata di 10,70200° rispetto all'eclittica.
L'asteroide è dedicato alla Cecoslovacchia, stato europeo esistito fra il 1918 e il 1992.